# Peter Karlsson
Peter Karlsson (Stenstorp, 29 mei 1969) is een Zweeds oud-tafeltennisspeler. Hij werd in 2000 in Bremen individueel Europees Kampioen en pakte in 1991 in Chiba de wereldtitel in het dubbelspel, samen met Thomas von Scheele. In de finale versloegen de Zweden het Chinese duo Lu Lin/Wang Tao, dat de volgende twee edities van het toernooi zou winnen.
Karlsson werd in 2003 opgenomen in de ITTF Hall of Fame.

## Sportieve loopbaan
Tot Karlssons sportieve hoogtepunten behoren onder meer drie zilveren (1993, 1998, 2001) en een bronzen (1994) medaille op de Europa Top-12. In 1989, 1991, 1993 en 2000 won hij met Zweden het WK voor landenteams en in 1990, 1992, 1996, 2000 en 2002 het EK voor landenteams.
Karlsson werd prof op zijn negentiende. Hij speelde in clubverband onder meer competitie in de Franse Pro A voor Elan Nevers, Pontoise Clergy AS en Levallois SC. In 2006 stopte hij met tafeltennis.